# Оуроль
Оуроль (гал. Ourol, ісп. Orol) — муніципалітет в Іспанії, у складі автономної спільноти Галісія, у провінції Луго. Населення — 1216 осіб (2009).
Муніципалітет розташований на відстані близько 480 км на північний захід від Мадрида, 60 км на північ від Луго.
Муніципалітет складається з таких паррокій: Амбосорес, Бравос, Мерільє, Міньйотос, Оуроль, Сан-Панталеон-де-Кабанас, О-Сісто, Шердіс.

## Демографія
Динаміка населення (INE ):

## Галерея зображень

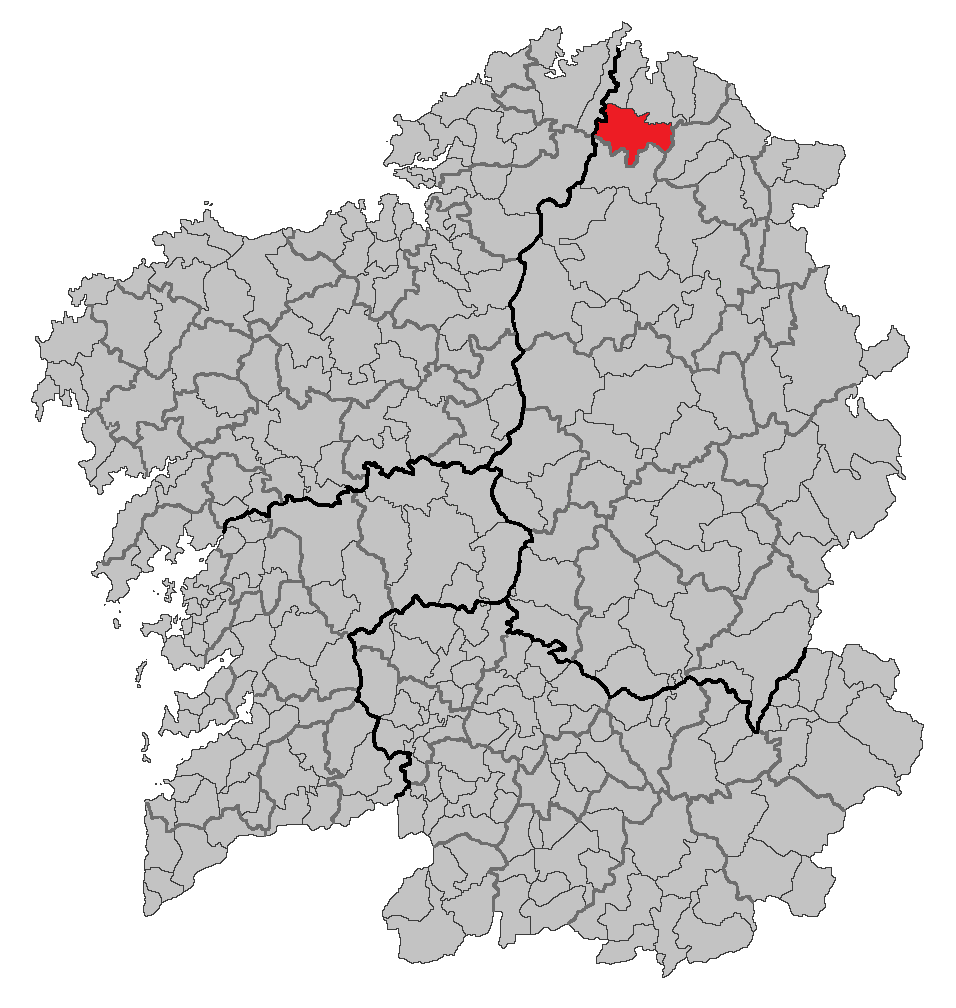
Розташування муніципалітету

## Парафії
Муніципалітет складається з таких парафій: 

## Релігія
Оуроль входить до складу Лугоської діоцезії Католицької церкви.